# مهدی‌آباد (قائم‌شهر)
مهدی‌آباد روستایی در دهستان بیشه‌سر بخش مرکزی شهرستان قائم‌شهر استان مازندران ایران است.

## جمعیت
بر پایه سرشماری عمومی نفوس و مسکن در سال ۱۳۹۵ جمعیت این روستا ۴۲۲ نفر (۱۵۰خانوار) بوده‌است.